# Александр Арно
Александр Арно (нім. Alexander Arnot, 4 січня 1931, Фрайбург, Німеччина — 15 серпня 2023, Берлін) — німецький дипломат.

## Біографія
Народився 4 січня 1931 року в Фрайбурзі, Німеччина. Вивчав юриспруденцію в Гамбурзі, Фрайбурзі, Гайдельберзі. Доктор права.
З 1962 по 1967 — працював у посольстві ФРН в Республіці Дагомея (нині Республіка Бенін)
З 1967 по 1970 — працював у центральному апараті Міністерства закордонних справ Федеративної Республіки Німеччина.
З 1970 по 1972 — Надзвичайний і Повноважний Посол ФРН у Нігерії.
З 1972 по 1975 — працював у центральному апараті Міністерства закордонних справ Федеративної Республіки Німеччина
З 1975 по 1979 — начальник політичного відділу посольства ФРН у СРСР.
З 1979 по 1984 — начальник референтури Міністерства закордонних справ Федеративної Республіки Німеччина
З 1984 по 1989 — посланник у посольстві ФРН у СРСР.
З 1989 по 1992 — Надзвичайний і Повноважний Посол ФРН в Угорщині.
З 1993 по 1996 — Надзвичайний і Повноважний Посол ФРН в Україні.